# Matthias Zera
Matthias Zera, geboren als Maciej Zera, (* 1987 in Danzig, Woiwodschaft Pommern) ist ein deutsch-polnischer Schauspieler.

## Leben
Zera, der im Alter von einem Jahr gemeinsam mit seinen Eltern nach Deutschland kam, wuchs in Dortmund auf. Seine Muttersprachen sind Deutsch und Polnisch. Sein Vater ist Bühnenbildner. Mit sechs Jahren hatte er erstmals den Wunsch, Schauspieler zu werden, als er den Film Zeit des Erwachens mit Robert De Niro sah. Erste schauspielerische Erfahrungen sammelte er ab der Spielzeit 2006/07 beim Kinder- und Jugendtheater Dortmund am Schauspiel Dortmund. Als Jugendlicher spielte er u. a. bereits den Urfaust und leistete am Theater Dortmund später auch seinen Zivildienst ab. Sein Schauspielstudium absolvierte er von 2008 bis 2012 an der Otto-Falckenberg-Schule in München; im Juli 2012 machte er dort seinen Abschluss. Während seines Studiums spielte er Anfängerrollen am Bayerischen Staatsschauspiel München und gastierte mit mehreren Hochschulproduktionen an den Münchner Kammerspielen.
In der Spielzeit 2011/12 hatte er ein Gastengagement am Theater Augsburg als Schufterle in Die Räuber. 2012 trat er als Gast erstmals am Theaterhaus Jena auf. Seit der Spielzeit 2013/14 gehört er dort zum festen Ensemble. Am Theaterhaus Jena spielte er u. a. die Titelrolle in Der kleine Wassermann (Spielzeit 2013/14), den Kasimir in Kasimir und Karoline (2015), Laertes/Güldenstern in Hamlet (Spielzeit 2015/16), Travis in Taxi Driver (2016), Macduff in Macbeth (2016) und Algernon in Bunbury (Spielzeit 2016/17).
In den Jahren 2012 und 2013 trat er bei den Burgfestspielen Jagsthausen auf. Er verkörperte dort Georg/Franz in Götz von Berlichingen (2012/2013), Billy Bibbit in Einer flog über das Kuckucksnest (2012) und die Titelrolle in Amadeus (2013).
In dem ARD-Fernsehfilm Hochzeit in Rom (2017) war er in der männlichen Hauptrolle zu sehen; er spielte den jungen deutschen Architekten Max Hauser, der sich in eine adelige Italienerin verliebt. In der britisch-deutschen Crime-Serie The Mallorca Files, die ab November 2019 ausgestrahlt wurde, übernahm Zera eine der Episodenhauptrollen als Avantgarde-Künstler Otto Caligari.
Von November 2021 bis September 2022 war Zera in der Rolle des Henning von Thalheim in der ARD–Telenovela Sturm der Liebe zu sehen. In der 20. Staffel der ZDF-Serie Die Rosenheim-Cops (2024) übernahm er eine Episodenhauptrolle als tatverdächtiger Sohn eines durch Gift getöteten Fruchtsaftfabrikanten.
Zera lebt in München und Warschau.

## Filmografie (Auswahl)
- 2014: Der erste Stein (Spielfilm)
- 2017: Hochzeit in Rom (Fernsehfilm)
- 2017: Instrument of War (Fernsehfilm, USA)
- 2019: Die Spezialisten – Im Namen der Opfer (Fernsehserie; Folge: Alte Wunden)
- 2019: The Mallorca Files (Fernsehserie; Folge: Das Ying für das Yang)
- 2021: Tatort: Rhythm and Love (Fernsehreihe)
- 2021–2022: Sturm der Liebe (Fernsehserie)
- 2021: SOKO Wismar (Fernsehserie; Folge: Glückskeks)
- 2024: SOKO Stuttgart (Fernsehserie; Folge: 1988)
- 2024: Die Rosenheim-Cops (Fernsehserie; Folge: Stockls Verdacht)
- 2024: Die Ermittlung
- 2025: Watzmann ermittelt (Fernsehserie; Folge: Wettersturz)